# (26181) 1996 GQ21
1996 جي كيو 21 (ويعرف أيضًا باسم (26181) 1996 جي كيو 21 وفق تسمية الكوكب الصغير) (بالإنجليزية: 1996 GQ21)‏ هو كويكب ضمن حزام الكويكبات؛ وترتيبه 26181 من حيث الاكتشاف.
اكتُشف هذا الجُرم الفلكي بواسطة Nichole M. Danzl ‏ في 12 أبريل 1996.

## وصلات خارجية
- (26181) 1996 GQ21 في قاعدة بيانات مختبر الدفع النفاث لأجرام النظام الشمسي الصغيرة

- الاكتشاف · مخطط المدار ·  العناصر المدارية · المعلمات المادية

- (26181) 1996 GQ21 على موقع ويكي سكاي: DSS2, SDSS, GALEX, IRAS, Hydrogen α, X-Ray, Astrophoto, Sky Map, Articles and images